# 2016年麥克默里堡森林大火
2016年麥克默里堡森林大火發生於2016年5月1日，起火點位於加拿大艾伯塔省麦克默里堡西南方15公里外的偏遠地區。5月3日，大火蔓延至麦克默里堡，燒毀超過2400棟住家及建築，並觸發艾伯塔史上最大規模的居民撤退行動。大火在亞省北部蔓延，並於5月19日進入薩克其萬省，最終燃燒近590,000公頃（1,500,000英畝）土地；當局於7月5日宣佈火勢受控。
這場林火影響加拿大的油砂業運作，並為加拿大史上經濟損失最大的災難。

## 天氣狀況
2015年至2016年冬季亞省北部較正常乾燥，地面積雪較過去冬季為少並迅速融化，當地樹林因此缺乏水分。踏入2016年5月初，一股異常地酷熱和乾燥的空氣集結在亞省北部，為麥克默里堡一帶帶來破紀錄高溫。該帶氣溫於5月3日升至32.8 °C（91 °F），相對濕度則低至12%。5月4日的氣溫達至31.9 °C（89 °F），陣風風速則達每小時72（45英里）。乾涸的木林加上高溫，令火勢一發不可收拾。

## 災情進展

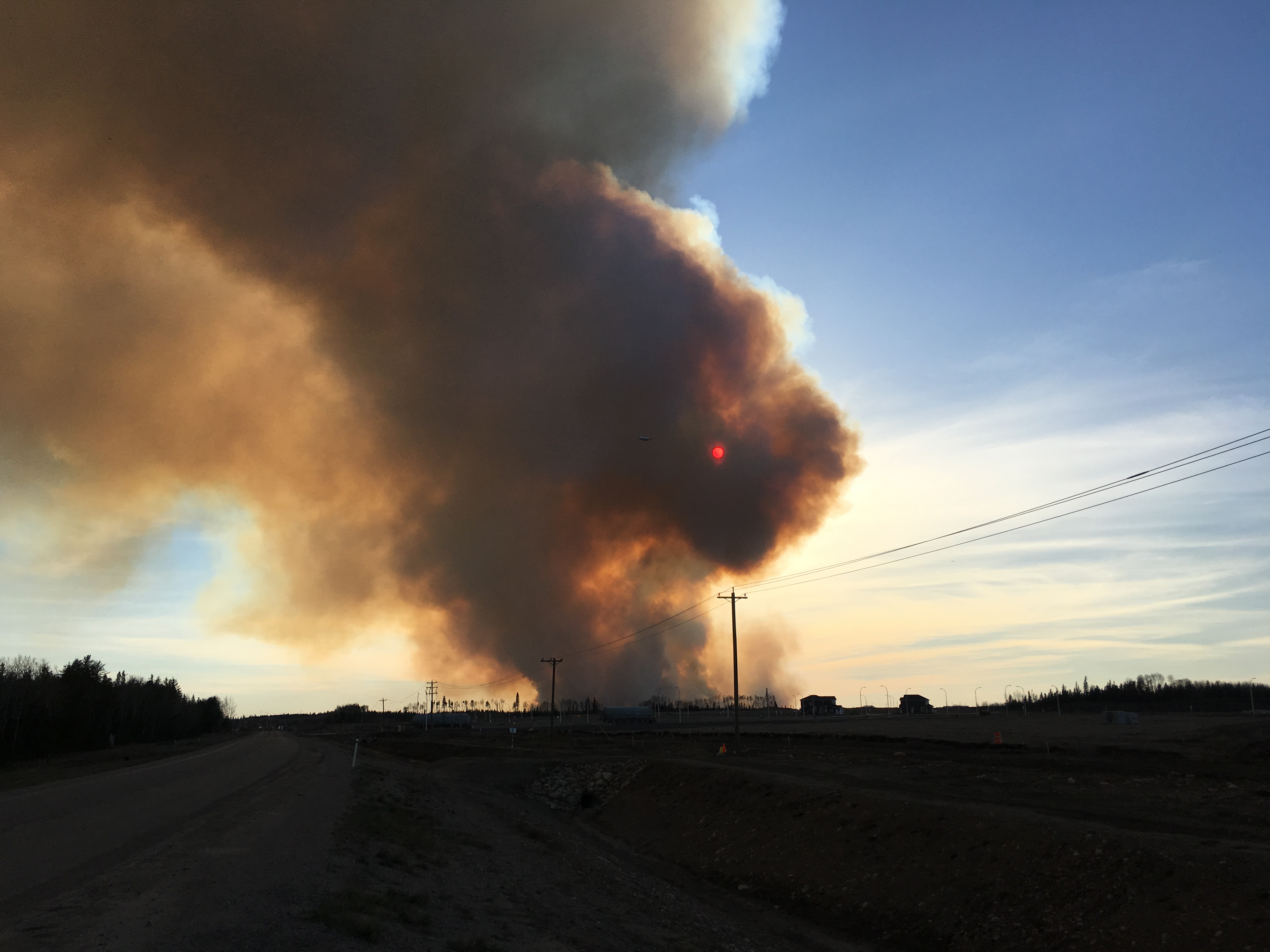
2016年5月1日麦克默里堡附近的森林大火。

麥克默里堡所屬的伍德布法羅地區自治市於5月1日晚上9時57分（世界協調時5月2日03:57）頒佈地方緊急狀態，將百年拖車公園（Centennial Trailer Park）以及草原溪（Prairie Creek）和格雷戈瓦（Gregoire）社區列為强制疏散範圍。隨著火勢改往西南方蔓延並離開該帶，當局於5月2日晚上將上述社區的强制疏散令降格為自願留守令。
然而隨著火勢增强，當局於5月3日下午5時（世界協調時23:00）恢復强制疏散令，覆蓋範圍擴展至該帶12個社區，再於下午6時49分（世界協調時5月4日00:49）擴展至麥克默里堡全境。當局再於5月4日晚上9時50分（世界協調時5月5日03:50）將鄰近的安扎克（Anzac）、格雷戈瓦湖莊園（Gregoire Lake Estates）和麥克默里堡原住民保留區（Fort McMurray First Nation）納入强制疏散範圍。約8萬8千名居民從麥克默里堡一帶疏散，無人直接因火災受傷或死亡，但兩人則在疏散期間遇上車禍喪生。
伍德布法羅地區自治市官員於5月4日公佈麥克默里堡内的燈塔山（Beacon Hill）、阿巴桑德（Abasand）和沃特韋斯（Waterways）社區受到嚴重破壞。亞省省長諾特利在當日早上記者會中公佈麥克默里堡内逾1600座建築物焚毀，單在燈塔山社區便有近600座民居付諸一炬。當局又估計已有約10,000公頃（25,000英畝）土地被焚。由於火勢仍未受控，當局呼籲沿亞伯達63號公路北行方向撤退至麥克默里堡以北地域的居民留在原位，不要沿該公路南行方向折返；當局又於5月4日向麥克默里堡全境頒佈煮沸食水指示。麥克默里堡國際機場於5月4日日間中止商營民航服務，而大火則於當日下午4時（世界協調時22:00）左右迫近機場，迫使在機場旁設立的地區緊急運作中心遷至別處。

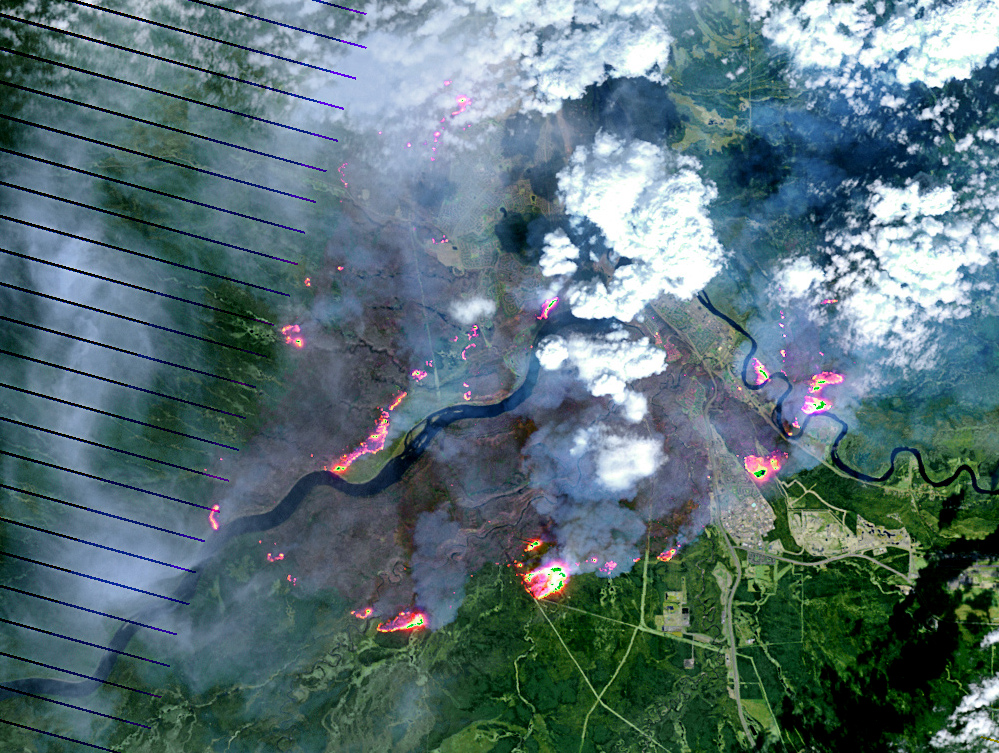
2016年5月4日麥克默里堡一帶的衛星圖像，可見該帶已焚毀的土地

大火於5月5日繼續往南蔓延，覆蓋面積達至85,000公頃（210,000英畝）。亞省政府於同日早上10時（世界協調時16:00）宣佈伍德布法羅地區自治市進入省級緊急狀態。救災行動包括1千1百名工作人員、45部直升機、138件重型器材和22部空中滅火機。
省政府於5月5日宣佈將2萬5千名疏散至麥克默里堡以北油砂工作營地的災民中約8千人經空路運送至首府愛民頓和該省最大城市卡加利；行動涉及皇家加拿大空軍一部大力士運輸機以及當地油砂業者的飛機。餘下滯留北部油砂工作營地的災民則從5月6日起分批經陸路撤退：在加拿大皇家騎警帶領下，1500部汽車分成每組50部車，陸續沿63號公路南下愛民頓。
當局於5月6日表示大火覆蓋範圍增至100,000公頃（390平方英里），但增長速度略為放緩。然而到了5月7日，大火覆蓋範圍增至156,000公頃（600平方英里），並預料到當晚可達至200,000公頃（770平方英里）。隨著大火往東北蔓延，離麥克默里堡以北54（34英里）的麥凱堡（Fort McKay）進入自願疏散令。
大火在往後一周繼續在亞省北部的森林蔓延，5月16日燒至麥凱堡以南的油砂工人營地，8千名工人需從當地撤退，當中一座設有665個床位的宿舍被焚毀。雖然大火已遠離麥克默里堡，但當地空氣質素仍然欠佳，加上發生兩宗爆炸，阻礙災民重返家園。到5月19日，火場面積增至505,000公頃（1,250,000英畝）並蔓延至隔鄰的薩克其萬省，預料大火需時數個月才可撲熄。
隨著當地氣溫於6月中回落並出現降雨，火場蔓延速度有所減退，而當局亦於7月5日宣佈火勢受控。

## 救災反應
亞省政府宣佈伍德布法羅地區自治市進入省級緊急狀態，並正式向加拿大軍隊尋求協助。省政府與國防部於5月4日簽定諒解備忘錄，確定包括派遣直升機在内等軍方所提供的協助。其後軍方一架大力士運輸機從安大略省特倫頓空軍基地啓程前往災區，其他軍方直升機亦派遣至當地。亞省政府亦向安大略省政府尋求協助，獲後者提供100名消防員和19名管理人員。國内其他省份亦提供幫助，包括從魁北克省借出的四部CL-415空中滅火機。
美國、墨西哥、俄羅斯、台灣、澳洲和以色列等地政府皆有意向加國提供救火支援，但總理杜魯多則以國内其他省份的消防人員已前往火場增援為由而婉拒。然而隨著大火於5月中進一步威脅當地的油砂工地，亞省山火管理單位決定從國内其他省份、美國和南非等地輸入逾一千名消防員參與救災；約280名來自南非的消防員於5月29日飛抵亞省。
亞省政府又於5月4日宣佈對加拿大紅十字會所收到的捐款作出等額捐贈（即民眾每捐款一元政府也将捐一元），而加拿大联邦政府亦於5月5日作出相同承諾。截至5月7日，紅十字會從國民收取的善款已達3千萬元。省府亦宣佈向災民發放緊急援助金，每名成人可獲1250元，每名少兒則可獲500元。

## 影響

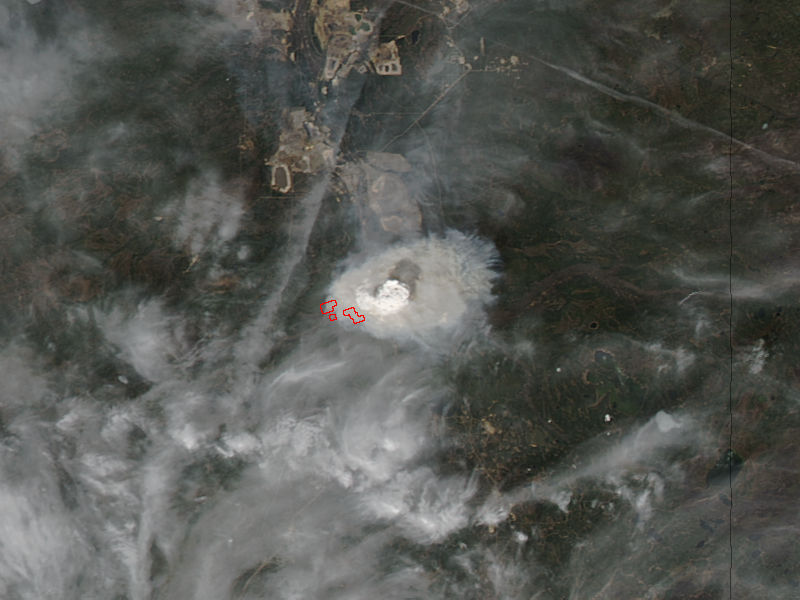
2016年5月3日麥克默里堡一帶的衛星圖像

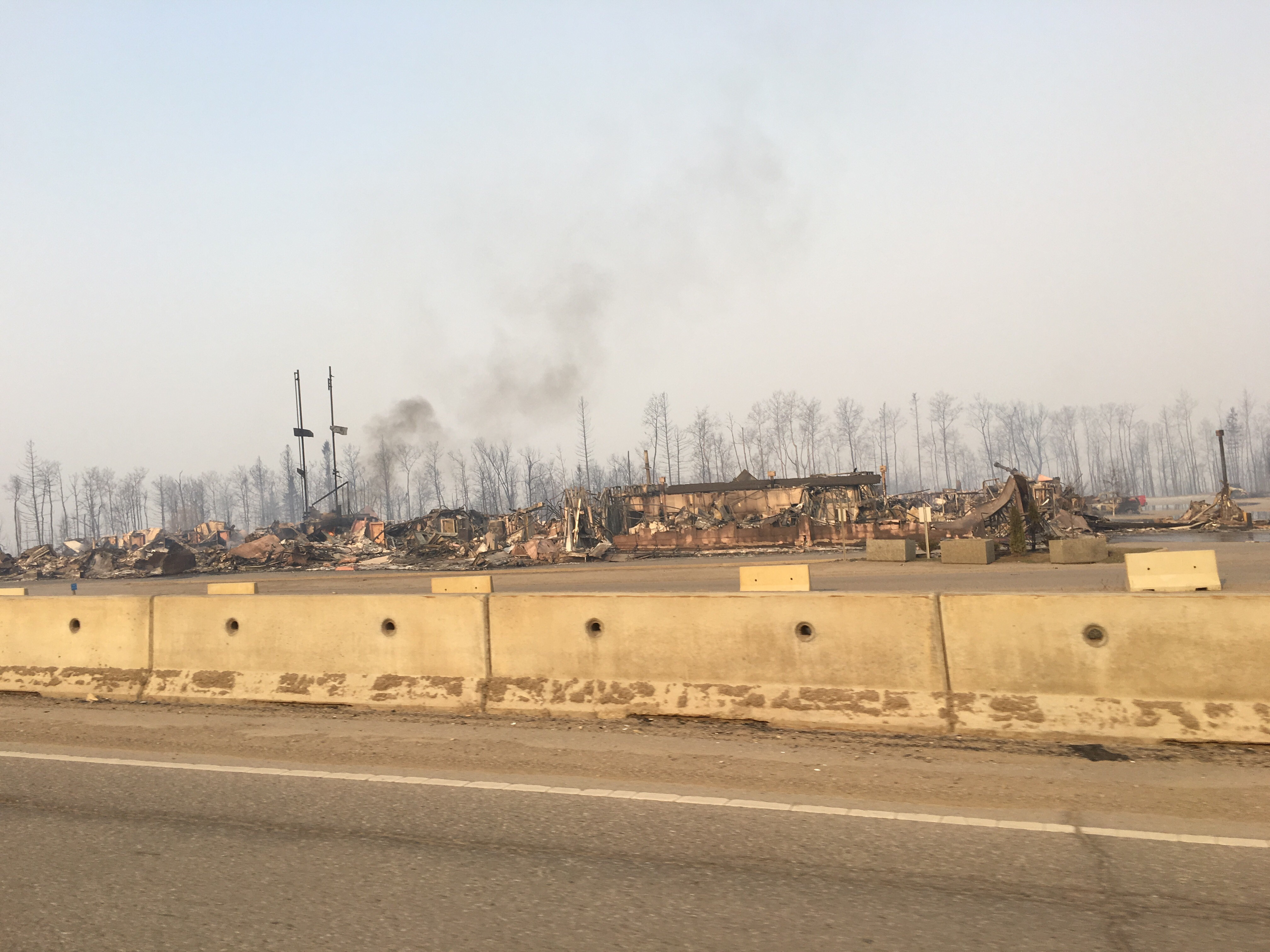
被大火燒毀的速8酒店。

### 社區及基礎建設
當局於5月4日初步估計麥克默里堡境内約有1600座建築物焚毀；省長諾特利於5月9日更新燒毀建築物數目至2400座，但麥克默里堡境内約85-90%建築則保存下來。當局於5月18日公佈已評估麥克默里堡境内19244座建築，當中1921座被燒毀、17156座可供民眾使用、121座可供有限度使用、39座因安全理由繼續封閉、另外7座則有待檢驗。截至5月24日，麥克默里堡全境約90%已恢復電力供應，而除了燈塔山、阿巴桑德和沃特韋斯三個重災區外，麥克默里堡其餘社區約99%戶已恢復天然氣供應。麥克默里堡國際機場則於6月10日重啓商營民航服務。
亞省政府於5月18日宣佈從6月1日起分階段有條件允許從麥克默里堡疏散的災民重返家園；截至6月8日早上有約42000名居民返回當地。

### 油砂業運作
麥克默里堡周邊的亞省東北部地區為加拿大的油砂業重鎮，這場大火嚴重影響當地產業。加拿大蜆殼公司位於麥克默里堡以北約70公里的艾比安油砂（Albian Sands）中止採油運作；該公司提供降落跑道讓員工和家屬經空路撤離至愛民頓和卡加利，並提供兩支團隊支援當地的救火工作。至5月10日，艾比安油砂已恢復有限度運作。森科能源（Suncor Energy）和Syncrude公司亦減產；兩間公司在其油砂工人營地安置約2千名災民。Syncrude於5月7日全面中止區内運作，並撤走4800名員工。當地石油公司因這場大火每日減產約1百萬桶石油（即全國產油量的四分一）。

### 金融
保險業初步估計重建整座城市的費用約90億加拿大元，將是加拿大史上損失最大的天災，超過1998年北美冰災（$19億）及2013年亞伯達洪水（$18億）。2011年奴湖森林大火則為加拿大史上損失最慘重的火災相關災害，破壞三分之一的奴湖村，造成7.5億加拿大元的損失。而此次森林大火造成損失預計達奴湖森林大火的10倍。保險業估計目前已發生損失約26億至47億加拿大元，而加拿大保險局則於7月7日表示這次林火造成損失約35億8千萬加元。

## 外部連結
- 维基共享资源上的相關多媒體資源：2016年麥克默里堡森林大火
- Google Crisis Map - Fort McMurray Fire 2016（页面存档备份，存于）